# Sport

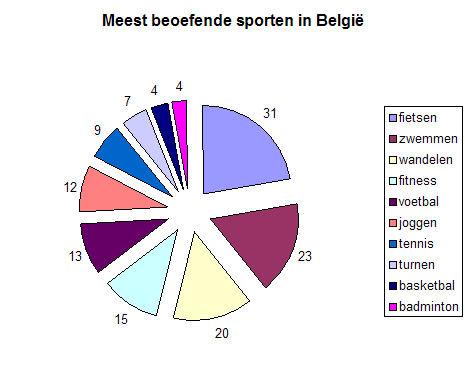
Meest beoefende sporten in België (2000)

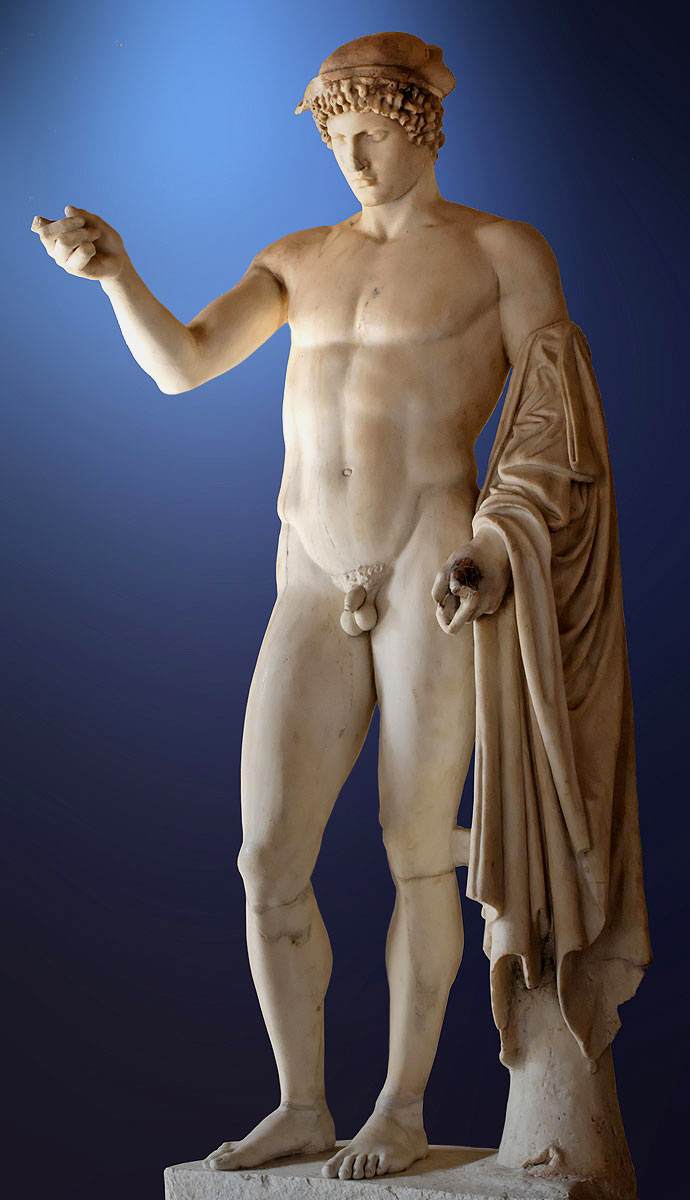
Hermes, een van de Olympische goden en patroon van de atletiek

Sport is een fysieke krachtmeting, fysiek spel of denkspel dat op reglementaire wijze in competitieverband of recreatief gespeeld kan worden.

## Kenmerken
Het is lastig om een eenduidige definitie van sport te geven. De term ontwikkelt zich voortdurend om nieuwe activiteiten die als sport worden ervaren onder deze noemer te brengen. Sporten zijn meestal activiteiten gebaseerd op lichamelijke beweging, gebruikmakend van kenmerken als kracht, snelheid, behendigheid en denkvermogen. Hieronder volgt een aantal kenmerken:
- Een sport heeft een vastgelegd aantal regels die bij alle spelers bekend behoren te zijn. Deze kunnen in de loop der tijd en van plaats tot plaats verschillen. Toernooien kunnen hun eigen aanvullende regels stellen, maar er is in beginsel een vast aantal van overeengekomen en aanvaarde regels.
- Een sport heeft vaak een competitieaspect. Dit kan zijn in een rechtstreeks treffen met andere spelers, of in de zin van het vestigen van een score.
- Een sport wordt beoefend voor het plezier van de deelnemers en de toeschouwers; of voor het aanzien van een land, stad, club enzovoort.
- Een sport bestaat uit een fysieke of mentale activiteit, uitgevoerd individueel of in teamverband, met of zonder tegenspelers om van te winnen (bijvoorbeeld voetbal), of om een doel te bereiken (bijvoorbeeld bergbeklimmen), of om gezondheidsredenen (bijvoorbeeld zwemmen).
- Het primaire doel van een competitie is om volgens de regels te winnen, en niet om esthetische, artistieke of financiële redenen.

## Geschiedenis
Zie voor de geschiedenis van de afzonderlijke sporten het artikel over de betreffende sport.
Het verschijnsel sport is reeds bekend uit de klassieke oudheid, de Grieken organiseerden al de Olympische Spelen.

## Etymologie
Het woord sport komt van het Oudfranse desport 'vermaak, recreatie', een afleiding van het werkwoord (se) desporter, 'afleiden, spelen, (zich) vermaken'.